# 再発性多発軟骨炎
再発性多発軟骨炎（さいはつせいたはつなんこつえん、再発性多発性軟骨炎とも、英: relapsing polychondritis: RP）は、原因不明の軟骨の破壊・腫脹を来たす慢性疾患である。膠原病類縁疾患、自己免疫疾患のひとつで、全身の軟骨に炎症をきたし、その名のとおり寛解と再発を繰り返す。1923年 にルドルフ・フォン・ヤクシュ（英語: Rudolf von Jaksch）が症例を報告し、1960年 Pearsonらが現在の病名で自験例をNew England Journal of Medicineに報告した。 
日本での正確な統計はないが、アメリカ・ミネソタ州ロチェスターでは年間100万人当たり3.5人が発症するという。初発症状は耳介の痛みやはり感であることが多いが、症状や病変部位は患者によって多彩である。そのほか関節、気管軟骨、目、鼻、皮膚などに傷害が発症する。有用な検査はあまりなく、診断は臨床的になされるが、病変部位の病理学的所見は有用である。軟骨の変性（好塩基性低下、lacunaeの消失、線維化）および炎症細胞浸潤が見られる。治療にはステロイドや免疫抑制剤を用いる。寛解と再発を繰り返すものの、心病変がなければ、死亡の原因とはあまりならない。

## 症状
耳介軟骨や鼻軟骨の炎症・変形が目立つ場合には視診で診断に至ることもある。咳嗽・不明熱などが主訴で診断がなかなかつかないこともある。

## 検査
- CT -- 胸部CTで気管壁の肥厚を認めることがある。
- PET -- 主気管・気管支に異常集積を認めることがある[4]。